# Vinhão

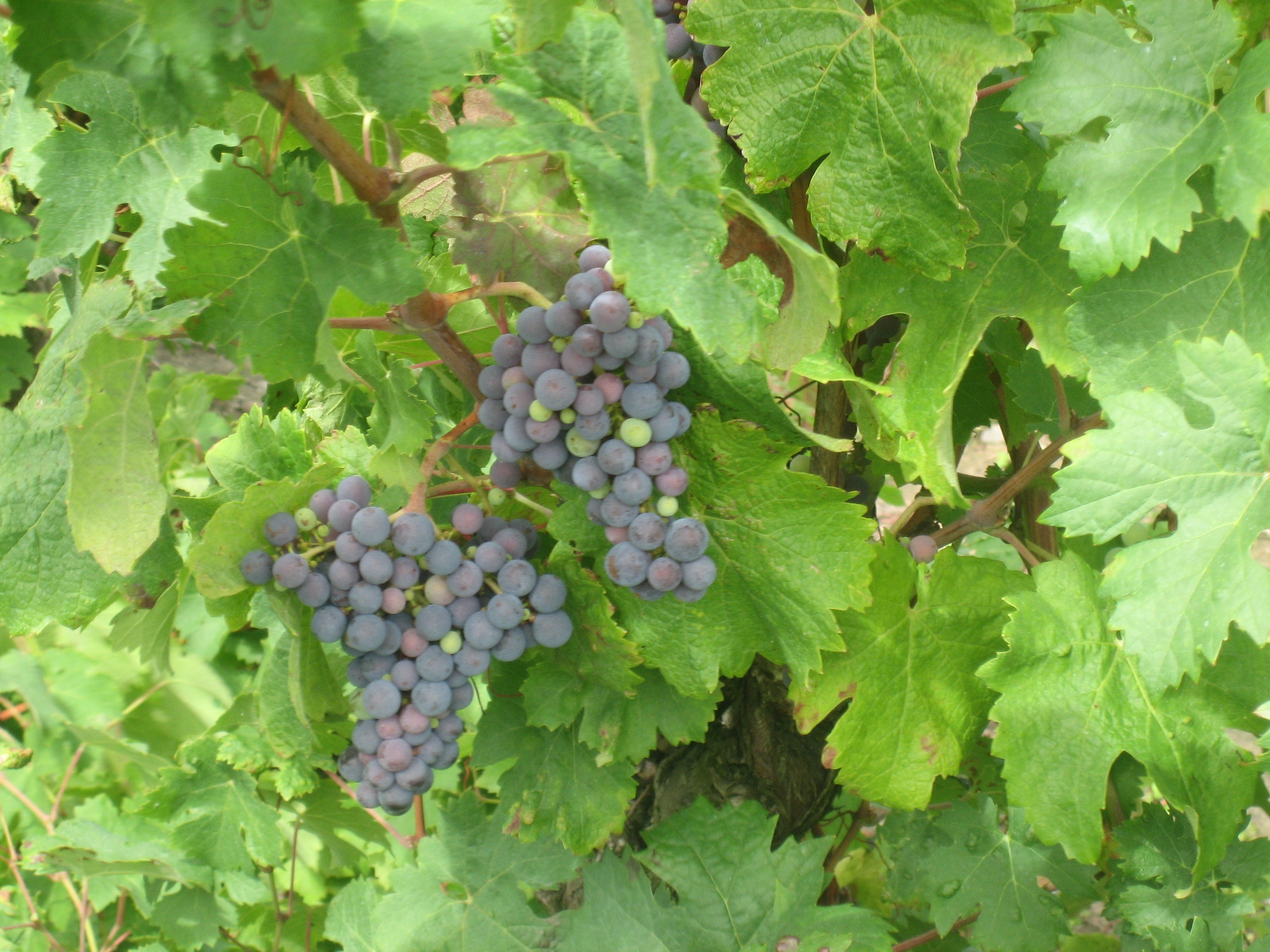
blauw druivenras

De Vinhão is een blauwe druivensoort uit het noordwesten van Portugal, die boerse, diep gekleurde wijnen voortbrengt.

## Geschiedenis
Deze druivensoort is rond 1790 naar de regio van de rivier de Minho gebracht - het uiterste noordwesten van Portugal -, waar het tot op de dag van vandaag nog steeds de belangrijkste druivensoort is. De naam die toen werd gebruikt was Sousao (zie onder synoniemen) en dit ras werd voornamelijk gebruikt om port donkerder te kleuren.
DNA-onderzoek heeft in de jaren 90 van de 20ste eeuw een einde gemaakt aan een  tientallen jaren durende discussie en waar uiteindelijk ondubbelzinnig is aangetoond dat de Vinhão en de Sousão één en dezelfde druif zijn.

## Kenmerken
Gemiddeld tot late bloei en daardoor ook relatief laat rijp, is deze druif vooral bekend om zijn uiterst diepe kleur, zo diep zelfs dat het lijkt alsof het vruchtvlees zelf rood is. De zeer dikke schil zorgt ervoor dat deze soort bijna totaal ongevoelig is voor schimmels en andere ziektes.
De zuurgraad is zeer hoog en de smaak verraadt tonen van kersen en bosvruchten. Deze druif vormt de basis van de beste wijnen die uit deze streek komen en aangezien het tannine-gehalte hoog is, kan de wijn worden opgelegd, in goede wijnjaren wel 15 tot 20 jaar.

## Gebieden
De Vinhão is in Portugal aangeplant op ruim 2.200 hectare en in Spanje in de regio Galicië op bijna 600.  Op veel bescheidener schaal komt de druif ook voor in Californië, Zuid-Afrika en Australië

## Synoniemen[1]
- Azal Tinto
- Caino Gordo
- Espadeiro Basto
- Espadeiro da Tinta
- Espadeiro de Basto
- Espadeiro do Basto
- Espadeiro Preto
- Negrão
- Negrao Pe de Perdiz
- Negron

- Pazao
- Pe de Perdiz
- Pinta Femea
- Retinto
- Sesao
- Sousão
- Sousão de Correr
- Sousão do Douro
- Sousão Forte

- Sousen
- Sousón (Spanje)
- Sousón Retinto
- Souzão
- Souzão Forte
- Souzon Retinto
- Tinta
- Tinta Antiga
- Tinta de Luzin

- Tinta de Parada
- Tinta Femea
- Tintilla
- Tinto
- Tinto Antigo
- Tinto da Parada
- Tinto de Parada
- Tinto Nacional
- Vinon